# Die Ophthalmologie
Die Ophthalmologie. Zeitschrift der Deutschen Ophthalmologischen Gesellschaft (skrót: Ophthalmologie) – niemieckie czasopismo okulistyczne o zasięgu międzynarodowym; wydawane od 1992. Oficjalny organ Niemieckiego Towarzystwa Okulistycznego (Deutsche Ophthalmologische Gesellschaft). Miesięcznik.

## Historia czasopisma
Początki współcześnie wydawanego czasopisma „Die Ophthalmologie" sięgają drugiej połowy XIX wieku. Periodyk wyodrębnił się z biegiem czasu jako osobny tytuł od innego niemieckiego czasopisma okulistycznego (nadal wydawanego) o nazwie „Klinische Monatsblätter für Augenheilkunde". W latach 1863–1895 wraz z „Klinische Monatsblätter für Augenheilkunde" ukazywał się coroczny suplement („Klinische Monatsblätter für Augenheilkunde. Supplement"), który w okresie 1875-1919 nosił tytuł „Bericht über die Versammlung". 
W kolejnym okresie (1920-1980) Niemieckie Towarzystwo Okulistyczne zastąpiło „Bericht über die Versammlung" nieregularnym czasopismem „Bericht über die Zusammenkunft. Deutsche Ophthalmologische Gesellschaft". Po kolejnej zmianie, w latach 1982-1991, czasopismo ukazywało się jako dwumiesięcznik pod tytułem „Fortschritte der Ophthalmologie. Zeitschrift der Deutschen Ophthalmologischen Gesellschaft". 
Od 1992 periodyk ukazywał się 12 razy w roku pod tytułem „Der Ophthalmologe. Zeitschrift der Deutschen Ophthalmologischen Gesellschaft". W 2022 roku zmieniono brzmienie tytułu z „Der Ophthalmologe" (niem. okulista) na „Die Ophthalmologie" (niem. okulistyka) w celu uzyskania neutralności płciowej tytułu (poprzedni tytuł miał rodzajnik męski). Podtytuł, a także koncepcja i tematyka czasopisma, pozostały bez zmian.

## Tematyka
Czasopismo jest recenzowane, zajmuje się wszystkimi aspektami okulistyki i ma profil praktyczno-kliniczny (jest adresowane do praktykujących okulistów). Misją tytułu jest wymiana wiedzy naukowej gotowej do zastosowania w praktyce okulistycznej, doskonalenie zawodowe okulistów-praktyków, prezentowanie ważnych w praktyce badań klinicznych oraz optymalizacja strategii diagnostycznych i terapeutycznych w pracy okulistycznej. Każde wydanie ma temat wiodący a ponadto zawiera także: artykuł redakcyjny, artykuły oryginalne i opisy przypadków.  
Czasopismo umożliwia okulistom zdobywanie punktów edukacyjnych w ramach systemu kształcenia ustawicznego CME (Continuing Medical Education). Członkowie Niemieckiego Towarzystwa Okulistycznego otrzymują czasopismo w ramach członkostwa. 

## Dane bibliometryczne
Pismo ma wskaźnik cytowań (impact factor) wynoszący 0,842 (2017). W międzynarodowym rankingu SCImago Journal Rank (SJR) mierzącym wpływ i znaczenie poszczególnych czasopism naukowych „Die Ophthalmologie” zostało sklasyfikowane w 2017 na 79. miejscu wśród czasopism okulistycznych.
W polskim wykazie czasopism punktowanych przez Ministerstwo Nauki i Szkolnictwa Wyższego publikacja w tym czasopiśmie otrzymuje 40 punktów (wg listy z 2019).
Czasopismo jest indeksowane m.in. w Science Citation Index Expanded, Embase, Medline oraz w Scopusie. Wydawcą jest niemiecka spółka Springer Medizin Verlag GmbH. Redaktorem prowadzącym jest Frank G. Holz związany z kliniką okulistyczną Uniwersytetu w Bonn. W skład zespołu redakcyjnego wchodzi także m.in. Thomas Kohnen.